# Ревкутьевичи (Минский район)
Ревкутьевичи (бел. Раўку́цевічы) — деревня в Минском районе Минской области Республики Беларусь. В составе Шершунского сельсовета.

## География
Пролегает дорога Н8965.
Ближайшие населённые пункты Петьковичи, Шершуны, Щедровщина и др.

## Этимология
Название Ревкутьевичи — бел. Раўкуцевічы (ранее "Равкуттевичи" — бел. Раўкуццевічы) от одноосновного балтско-литовского имени Raukutis.
В Переписи войска ВКЛ 1528 г. засвидетельствованы "Богдан Ровкутевичъ" (в Ковенском уезде), "Юхно Ровкутевичъ" (в волости Бержаны Жемойтской земли).
В той же переписи, среди василишских бояр засвидетельствована "Ровъкаловая вдова", т. е. вдова покойного с именем Ровкал, откуда имя Raukalas с тем же корнем Rauk-.
Рядом с Ревкутьевичами — Довборово, Шершуны, Кукелевщина, также образованы от балтско-литовских имен.

## История
В 1905 году в Радошковской волости Вилейского уезда Виленской губернии.

## Население

### Численность
- 2012 год — 51 человек

### Динамика
- 1905 год — 5 человек (2 муж. и 3 жен.), усадьба; 240 человек (121 муж. и 119 жен.)[2]
- 1999 год — 70 человек (перепись населения)
- 2009 год — 59 человек (перепись населения)[2]
- 2012 год — 51 человек